# Take Me Out to the Ball Game
Take Me Out to the Ball Game – piosenka z początków XX wieku, która stała się nieoficjalnym hymnem kibiców baseballowych w Stanach Zjednoczonych. 
Powstała w maju 1908 roku, słowa napisał Jack Norworth, muzykę skomponował Albert Von Tilzer. Śpiewana jest przez kibiców podczas meczów baseballowych pomiędzy pierwszą a drugą połową siódmej zmiany. 
Utwór znalazł się na ósmym miejscu w plebiscycie Songs of the Century ogłoszonym przez Recording Industry Association of America.